# MV Agusta 350
La MV Agusta 350 è un motociclo prodotto dalla casa di Cascina Costa, nelle versioni "Sport", "Gran Turismo" e "Scrambler", dal 1970 al 1974.

## Storia

La versione "350 Scrambler" introdotta nel 1972

La costruzione del modello "350" intendeva colmare il vuoto produttivo della MV Agusta nel settore delle medie cilindrate e, ancor più, cercare un solido sbocco commerciale al prestigio conquistato sui circuiti che stentava a mostrarsi nelle piccole cilindrate (125-250 cm³), in quanto troppo tranquille e obsolete; ciò era impensabile da ottenersi con la produzione delle maxi quadricilindriche, molto raffinate ma troppo costose. L'obiettivo, quindi, era di sfornare una macchina con prestazioni e costi di produzione simili alla concorrenti nazionali, rappresentate dalle monocilindriche Aermacchi e Ducati.
Il propulsore venne derivato dall'esistente 250 bicilindrico ad aste e bilancieri, semplicemente aumentando l'alesaggio utilizzando l'accensione elettronica. Per la ciclistica, furono adottati schemi classici e collaudati come il telaio monotrave in acciaio e lamiera, e i freni a tamburo.
Il taglio estetico è volutamente rétro: un design tipico degli anni cinquanta, con volumi tondeggianti e profusione di cromature. Alcuni particolari, come i soffietti delle sospensioni e i carburatori a vaschetta laterale) richiamano la tecnica produttiva del decennio precedente e contribuiscono a dare un senso di semplicità e robustezza.
Il modello ottenne un immediato successo da parte di un pubblico, galvanizzato dalle vittorie sportive della MV Agusta, il quale poteva finalmente permettersi di cavalcare un modello sportivo della marca di Cascina Costa, a fronte dell'accettabile esborso di circa 600.000 lire dell'epoca.
Visto il gradimento, nel 1972 il modello venne aggiornato con l'adozione dell'accensione elettronica e con piccole modifiche estetiche. La gamma fu anche ampliata con la versione turistica ("GT" con 946 esemplari) e con quella fuoristrada (Scrambler con 217 esemplari) che, tuttavia, non otterranno il successo sperato.
Nel 1975, con la messa in vendita della "Ipotesi" la produzione si concluse.